# La Source (film, 2024)
Pour les articles homonymes, voir La Source.
Pour plus de détails, voir Fiche technique et Distribution.
La Source ماء العين (en arabe : Mé el Aïn) est un film dramatique tunisien écrit et réalisé par Meryam Joobeur, sorti en 2024. Le film est le premier long métrage de la réalisatrice.
Coproduction de sociétés françaises, canadiennes et tunisiennes avec la collaboration de la Norvège, du Qatar et de l'Arabie saoudite, le film met en vedette Salha Nasraoui dans le rôle d'Aïcha, une femme tunisienne dont le fils revient du combat en Syrie accompagné d'une femme mystérieuse, en même temps qu'une série d'étranges disparitions se produisent dans le village.
La distribution comprend également Mohamed Grayaâ, Malek Mechergui, Adam Bessa, Dea Liane, Rayen Mechergui et Chaker Mechergui.

## Synopsis
Aïcha vit avec son mari Brahim et ses trois fils dans une ferme rurale en Tunisie. Elle a des rêves prophétiques qui annoncent des événements spéciaux dans sa vie. En fait, ses fils aînés, Medhi et Amine, sont enrôlés dans la guerre. Du coup, la vie d'Aïcha et de Brahim change du tout au tout. Le couple a vécu exclusivement pour les enfants et se sent maintenant instable et en insécurité. Ils ont du mal à donner un sens à cette nouvelle réalité douloureuse.
Quelques mois plus tard, Mehdi rentre chez lui. Il est accompagné d'une femme enceinte nommée Reem, qui porte un niqab. Brahim est troublé par le silence de son fils et le niqab de Reem. Aïcha n'est pas d'accord. Elle accueille Mehdi et Reem chez elle. Elle jure de protéger son fils et sa femme enceinte à tout prix. Le retour de Mehdi est le catalyseur d'événements étranges dans le village. Aïcha est tellement concentrée sur son fils qu'elle ne prête guère attention à la peur grandissante qui l'entoure. Elle tente de contrer son amour maternel avec l'obscurité croissante.

## Fiche technique
- Titre original : Mé el Aïn
- Réalisation : Meryam Joobeur
- Scénario : Meryam Joobeur
- Photographie : Vincent Gonneville
- Montage : Meryam Joobeur, Maxime Mathis
- Musique : Peter Venne
- Production : Sarra Ben Hassen, Annick Blanc, Nadim Cheikhrouha, Maria Gracia Turgeon, Meryam Joobeur
- Sociétés de production :
- Direction artistique : Mohamed Ilyes Dargouth
- Pays de production : Tunisie, Norvège, Qatar, France, Canada, Arabie saoudite
- Langue originale : arabe
- Format : couleur
- Genre : drame
- Durée : 120 minutes
- Dates de sortie : Allemagne : 22 février 2024 (Berlin International Film Festival)

## Distribution

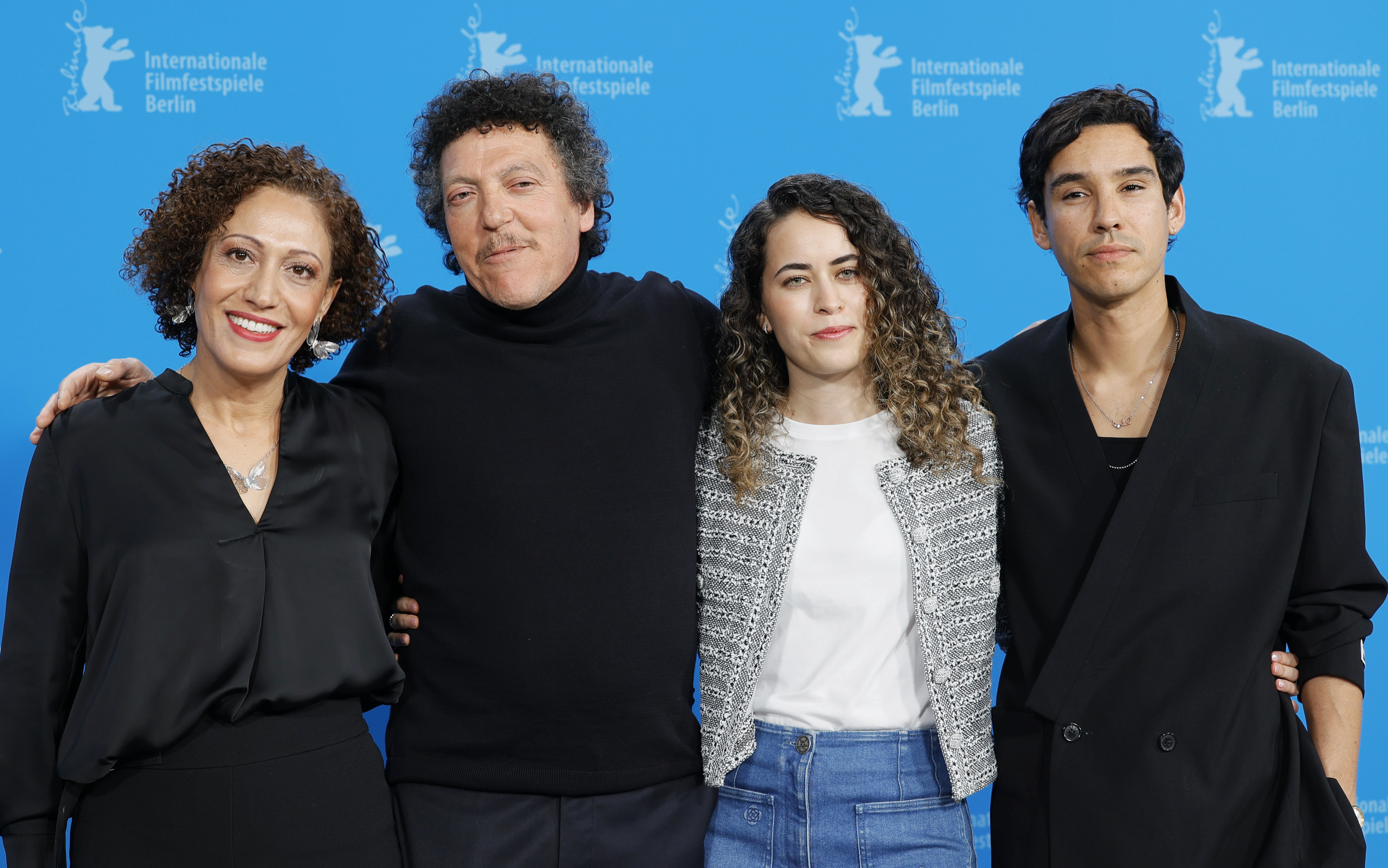
Salha Nasraoui, Mohamed Grayaâ, Meryam Joobeur et Adam Bessa à la Berlinale 2024.

- Salha Nasraoui : Aicha
- Mohamed Grayaâ : Brahim
- Malek Mechergui : Mehdi
- Adam Bessa : Bilal
- Dea Liane : Reem
- Rayene Mechergui : Adam
- Mariem Jlassi Akkari : Fatma
- Neji Kanaweti : Othmen
- Hélène Catzaras : Moufida
- Noomen Hamda : Combatant Senior
- Chakib Romdhani : Nabil
- Bahri Rahali : Walid
- Imene Ghazouani : Houda

## Production et distribution
Le film est une extension des thèmes du court métrage Brotherhood que Meryam Joobeur a réalisé en 2018, mais il présente quelques différences clés dans l'histoire, notamment le sexe du personnage central.
Il est entré en développement en 2021, avec le titre provisoire Motherhood. Joobeur a participé au Sundance Screenwriters' Lab au Festival du film de Sundance 2021, où elle a reçu le Sundance Institute/NHK Award de 10 000 dollars pour la production du film.
Le tournage débute en 2022 en Tunisie. En décembre 2023, le film remporte une bourse de post-production de 30 000 dollars dans le cadre du programme Ateliers Atlas du Festival international du film de Marrakech.

## Sélection
- Berlinale 2024 : sélection officielle, en compétition